# آنتی (دوره کاماکورا)
آنتی (به ژاپنی: 安貞 Antei)، نام یک عصر تاریخی ژاپنی بود. این عصر بعد از کاروکو و قبل از کانگی قرار داشت و از دسامبر ۱۲۲۷ تا مارس ۱۲۲۹ میلادی به طول انجامید. در طی این عصر امپراتور گو-هوریکاوا، امپراتور ژاپن بود.